# Trưng cầu dân ý hiến pháp Thổ Nhĩ Kỳ 2010
Một cuộc trưng cầu dân ý về một số thay đổi cho hiến pháp được tổ chức tại Thổ Nhĩ Kỳ ngày 12 tháng chín 2010. Kết quả cho thấy phần lớn ủng hộ việc sửa đổi hiến pháp, với 58% ủng hộ và 42% chống. Những thay đổi được nhằm mục đích làm cho thể chế Thổ Nhĩ Kỳ phù hợp với yêu cầu của Liên minh châu Âu, một liên minh chính phủ Thổ Nhĩ Kỳ muốn gia nhập.

## Bối cảnh
Sau cuộc đảo chính quân sự ngày 12 tháng 9 năm 1980, một hiến pháp mới đã được soạn thảo, hiến pháp này theo nội dung do chính quyền quân sự đảo chính và lên cầm quyền đưa ra. Ba mươi năm sau, Thổ Nhĩ Kỳ đã tổ chức trưng cầu dân ý về một số sửa đổi một số điều của bản hiến pháp đó.
Năm 2010, Quốc hội Thổ Nhĩ Kỳ đã thông qua một loạt các sửa đổi hiến pháp. Các sửa đổi đã không đạt được đa số hai phần ba cần thiết (67%) theo quy định để thực hiện ngay các thay đổi. Tuy nhiên, họ đã nhận được đa số 330 phiếu (60%), trong đó đã đủ để trình bày những sửa đổi cho cử tri trong một cuộc trưng cầu dân ý. Tu chính án hiến pháp quy định khó khăn hơn cho Tòa án Tối cao trong việc giải tải đảng không thể thông qua sửa đổi hiến pháp.
Các gói cải cách được chấp nhận ở quốc hội ngày 07 tháng 5, do đó trên thực tế đã khởi động quá trình trưng cầu dân ý. Cuộc trưng cầu dân ý này đã được dự kiến sẽ được tổ chức 60 ngày kể từ ngày công bố gói trong Công báo, nhưng Hội đồng bầu cử tối cao (YSK) thông báo rằng nó sẽ được tổ chức 120 ngày sau đó, ngày 12 tháng 9 năm 2010. 